# 胡安明
胡安明是一名華裔加拿大人、纳米技术专家，2013年至2020年2月在田纳西大学诺克斯维尔分校機械、航空航天和生物醫學工程系擔任副教授，在被起訴後給校方停職。他於2020年2月27日美国联邦调查局以欺诈罪将其逮捕，是特朗普政府「中国行动计划」的一部分。胡安明被指控沒有披露他與中國大學的關係。2021年9月，審判結果宣布無罪釋放。2022年2月1日，他回到了他在田納西大學的實驗室工作。
胡安明「中国行动计划」第一個被審對象，FBI曾在監視他21個月但未能找到他進行間諜活動的證據後，他被控犯有三項電信欺詐罪和三項虛假陳述罪。
胡安明於2021年6月16日提堂，而在審訊中曝露了FBI的不當行為，包括使用虛報證據立案、擅自獲取胡安明的大學文件、監視他和他的家人，及企圖脅迫安明為美國監視中國等。初審失敗後，胡再次被美國司法部起訴，不過在2021年2月1日宣告再次敗訴，安明為無罪釋放。

## FBI爭議行為
2021年6月，FBI 探員 Kujtim Sadiku 在證詞中承認，他誣告胡是間諜，並且毫無根據地暗示他是中國特工，並利用虛假信息將他列入聯邦禁飛名單。該特工還表示他試圖讓胡為美國擔任間諜，但胡拒絕，因此聯邦調查局特工跟踪和騷擾他兩年多。
據透露，田納西大學在沒有逮捕令的情況下將胡的大學文件交給了美國聯邦調查局，誤導了美國宇航局，並在他被捕的那一刻解雇了他。田納西大學也被指控非合地把他的人事檔案記錄交給了FBI。

## 评论
事件发生后的同月，177名斯坦福大学教員联名向美国司法部发出公开信，要求停止中国行动计划，认为该计划已经“明显偏离其声称的使命”、会损害美国的科技竞争力等。Peter Michelson、Steven Kivelson等参与联署。